# 이스트 파이프 FC
이스트 파이프 FC(East Fife Football Club, East Fife F.C.)는 1903년에 창단된 스코틀랜드 파이프의 축구 클럽으로, 줄여서 더 파이프(The Fife) 또는 더 파이퍼스(The Fifers)라고 부르기도 한다. 현재 스코티시 리그 2에서 활동하고 있다.

## 성적
- 스코틀랜드 컵 우승 1회 (1938), 준우승 2회 (1927, 1950)
- 스코틀랜드 리그 컵 우승 3회 (1948, 1950, 1954)
- 스코틀랜드 풋볼 리그 2부 우승 1회 (1948)
- 스코틀랜드 풋볼 리그 3부 우승 1회 (2008)

## 선수 명단

### 현역
참고: FIFA 자격 규정에 따라 소속된 국가대표팀 국기를 표시합니다. 선수는 복수의 FIFA 비회원국 국적을 가지고 있을 수 있습니다.
| 번호 | 포지션 | 국적     | 이름         |
| ---- | ------ | -------- | ------------ |
| 7    | MF     | 잉글랜드 | 제스 존 노리 |

| 번호 | 포지션 | 국적 | 이름 |
| ---- | ------ | ---- | ---- |

## 역대 감독
| 감독            | 임기        |
| --------------- | ----------- |
| 스티브 아치볼드 | 1994 ~ 1996 |